# Coup interne des Forces libanaises de janvier 1986
Guerre du Liban
Le 15 janvier 1986, les forces fidèles au président libanais Amine Gemayel et à Samir Geagea, chef du renseignement des Forces libanaises (FL), ont évincé Elie Hobeika de son poste de chef des FL et l'ont remplacé par Geagea. Le coup d'État est intervenu en réponse à la signature par Hobeika de l'accord tripartite parrainé par la Syrie et visant à mettre fin à la guerre civile libanaise.

## Arrière-plan
La lutte entre Samir Geagea et Elie Hobeika pour le contrôle des Forces Libanaises (FL) avait commencé dès mars 1985. Le même mois, Samir Geagea prenait le contrôle des FL après avoir vaincu le dernier chef de la milice phalangiste, Fouad Abou Nader. Mais en mai de la même année, Elie Hobeika est nommé à la tête de cette unité. En décembre 1985, Hobeika a signé au nom des FL un accord avec le gouvernement syrien, le Parti socialiste progressiste druze (PSP) dirigé par Walid Joumblatt et le mouvement musulman chiite Amal dirigé par Nabih Berri, connu sous le nom d'Accord tripartite. L’une des pierres angulaires de l’accord était le démantèlement des milices libanaises. Il prévoyait également d'initier des changements politiques qui mettraient fin à la domination chrétienne sur le parlement et l'armée libanaise.
Il y a eu un différend sur l'opportunité de conserver des liens avec Israël et sur la manière de réagir aux négociations parrainées par la Syrie pour mettre fin aux combats. Hobeika a rompu les liens des FL avec Israël et a soutenu les négociations entre les FL, le gouvernement libanais, la Syrie et les dirigeants druzes tels que Walid Joumblatt. Geagea s'est opposé aux négociations qui, selon lui, entraîneraient des concessions inacceptables à la Syrie et affaibliraient le pouvoir politique de la communauté chrétienne libanaise.
En octobre 1985, alors que les négociations étaient en cours, des escarmouches ont eu lieu entre les partisans de Geagea et les partisans de Hobeika, où les partisans de Hobeika ont tenté de soudoyer les partisans de Geagea pour qu'ils trahissent Geagea. En décembre 1985, un accord de paix, l’Accord tripartite, fut conclu. L'accord a été signé par Hobeika pour la FL, mais le Conseil de commandement de la FL a été divisé, la moitié seulement étant d'accord avec l'accord. En outre, l'accord a été critiqué par l'ancien président du Liban Camille Chamoun et chef du Parti national libéral (PNL) maronite à prédominance chrétienne , ainsi que par certains dirigeants de l'Église maronite, car ils estimaient que cet accord était unilatéral, favorisant les communautés musulmanes au Liban.

## Le coup
Samir Geagea et le président Amine Gemayel ont décidé de ne pas accepter l'accord, la faction des FL de Geagea attaquant les positions des loyalistes de la FL de Hobeika dans l'est de Beyrouth le 8 janvier 1986, avec le soutien de la 9e brigade de l'armée libanaise,. Le 13 janvier, dans le but d'étendre considérablement le pouvoir de Hobeika, sa faction a intensifié le conflit en attaquant les positions tenues par la milice du parti Kataeb fidèle à Amine Gemayel. Le chef du parti Kataeb, Amine Gemayel, était alors président du Liban.
Le soutien des Kataeb à la faction pro-Geagea des FL au cours du conflit qui a suivi s'est avéré décisif dans la défaite de Hobeika, ce qui a entraîné son éviction du commandement de la FL, qui a ensuite été repris par Geagea victorieux. Hobeika, vaincu, s'est échappé de l'est de Beyrouth à bord d'un hélicoptère et s'est dirigé vers la ville de Zahlé, dans la vallée de la Bekaa sous contrôle syrien , où il a rallié ses derniers partisans pour former la milice dissidente des Forces libanaises – Commandement Exécutif (LF-CE) parrainée par la Syrie. Plus tard, Geagea a attaqué les Kataeb qui le soutenaient et a lancé une campagne de consolidation du pouvoir, qui a abouti à paralyser les Kataeb.